# نينو سانتوس
نينو سانتوس، لاعب كرة قدم برازيلي، من مواليد 27 سبتمبر 1984، يلعب الآن مع نادي الباطن كلاعب دفاع، شارك في كأس الأمير 52 مع نادي الجهراء والان يلعب مع النادي العربي.

## روابط خارجية
- نينو سانتوس على موقع إي إس بي إن إف سي (الإنجليزية)
- نينو سانتوس على موقع قاعدة بيانات كرة القدم.إي يو (الإنجليزية)
- نينو سانتوس على موقع Soccerway.com (الإنجليزية)